# Busójárás
Busójárás – coroczne, sześciodniowe obchody karnawałowe (węg. farsang) odbywające się z okazji nadchodzącego końca zimy, organizowane najczęściej pod koniec lutego w Mohaczu na południu Węgier.
W 2009 roku podczas odbywającej się w Abu Zabi 4. sesji Międzyrządowego Komitetu ds. Ochrony Niematerialnego Dziedzictwa Kulturowego tradycję wpisano na listę reprezentatywną niematerialnego dziedzictwa kulturowego UNESCO.

## Geneza

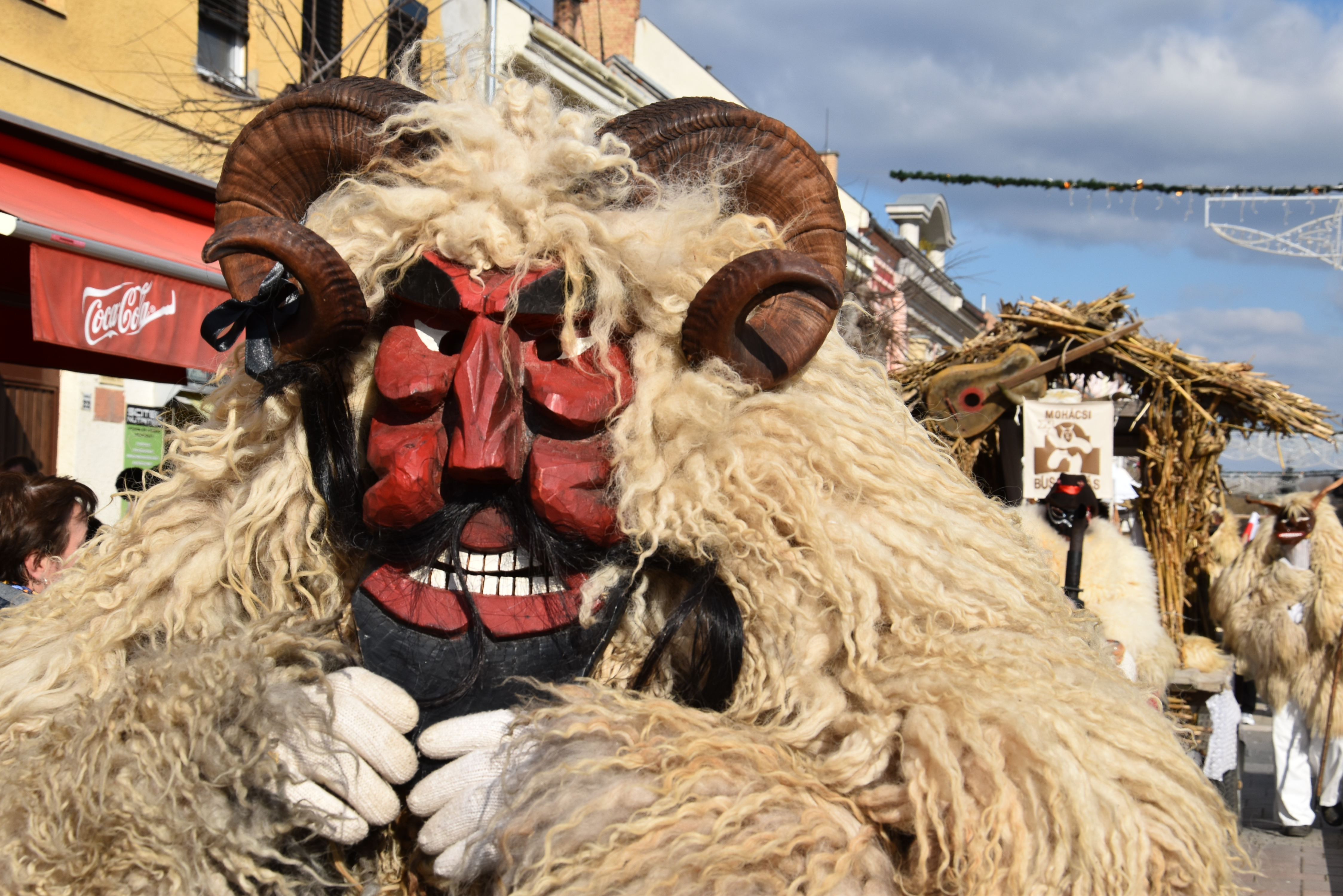
Uczestnik pochodu busójárás w tradycyjnej masce (2022)

Mohacz to miasto położone w południowej części Węgier, na prawym brzegu Dunaju, w komitacie Baranya. Lokalna społeczność jest wieloetniczna i oprócz Węgrów obejmuje znaczącą rzymskokatolicką mniejszość pochodzenia chorwackiego (Szokaci) oraz mniejsze grupy Niemców, Serbów oraz Romów.
Tradycja święta busójárás została zapoczątkowana pod koniec XVIII wieku przez Szokatów, którzy osiedlili się wówczas na tym terenie. Pierwsze zapisy o zwyczaju datowane są na 1783 rok. Z czasem tradycja stała się jednak elementem dziedzictwa kulturowego i tożsamości całego miasta i wszystkich jego mieszkańców. Jednocześnie odrębność chorwackojęzycznej ludności pozostaje zachowana i jest pieczołowicie chroniona. Podobne uroczystości jeszcze w latach 50. XX wieku odbywały się m.in. w Bai, jednak do czasów współczesnych zachowały się wyłącznie w Mohaczu.
Po zakończeniu wojny w Chorwacji, obchody zbliżone do busójárás zaczęły być organizowane również we wsiach chorwackiej Baranji – m.in. w Dražu (węg. Darázs), Duboševicy (węg. Dályok) i Topolju (węg. Izsép).
Według legendy, święto związane jest z bitwą stoczoną pod Mohaczem w 1526 roku. Po zwycięstwie Turków mieszkańcy miasta zbiegli przed nimi do lasu, gdzie ukazać miał im się starzec, który zalecił przygotowanie strasznych masek i przebrań i oczekiwanie na przybycie rycerza, który poprowadzi ich do walki. Gdy ten po kilku dniach pojawił się, przebrani mieszkańcy ruszyli do ataku na Turków, którzy zobaczywszy postacie wydające straszne dźwięki, przerazili się i uciekli, myśląc, że zaatakowały ich demony.
Święto współcześnie ma formę karnawałowej parady, jednak pierwotnie związane było z rytuałami pożegnania zimy, magii płodności i wypędzania zła.

## Przebieg

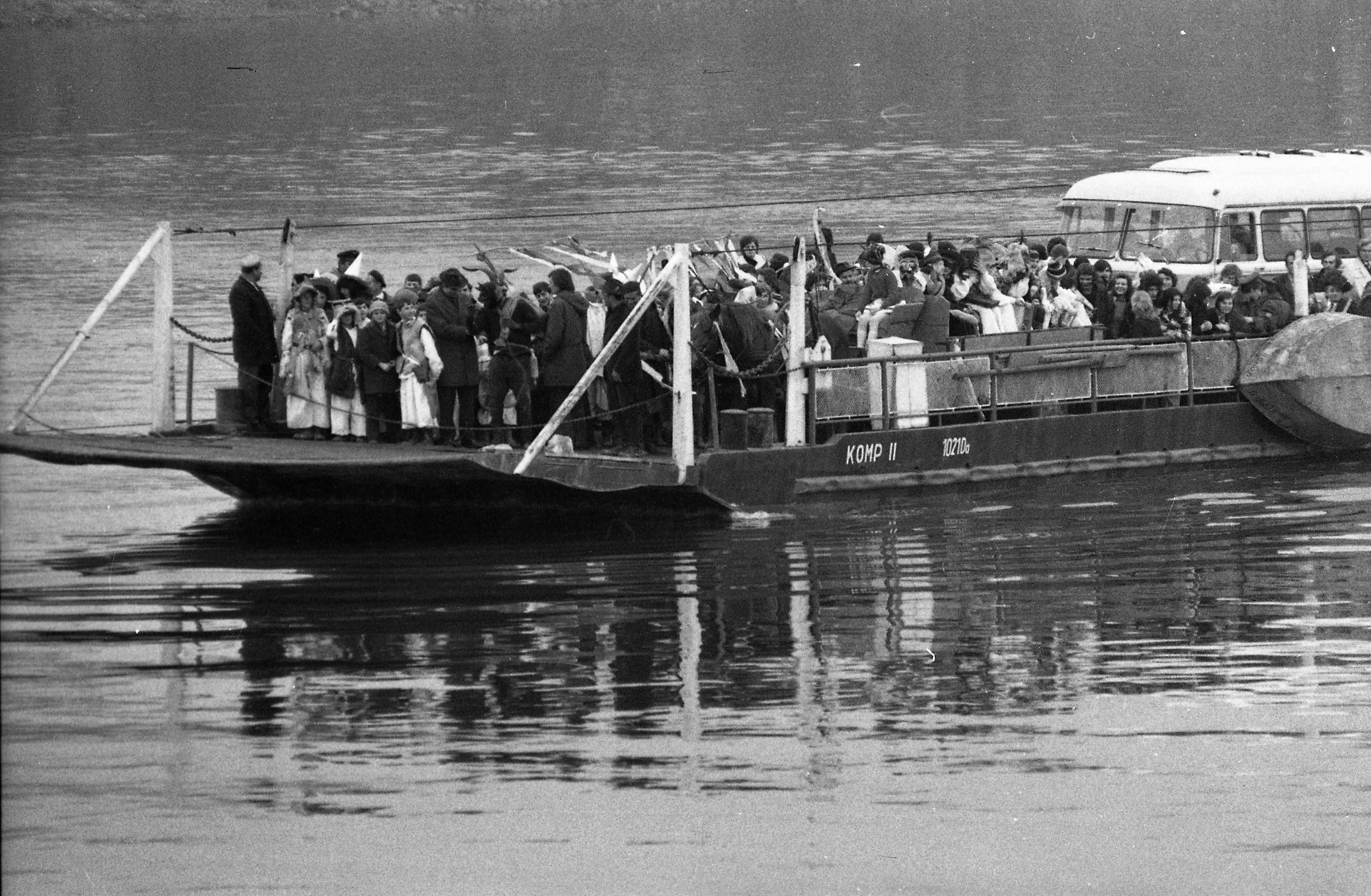
Uczestnicy busójárás na barce na Dunaju (1973)

Obchody święta rozpoczynają się w Tłusty Czwartek i trwają sześć dni, aż do wtorku, który jest ostatnim dniem karnawału. Nazwa święta pochodzi od słowa busók oznaczającego mężczyzn przebranych w przerażające stroje składające się z wielkich wełnianych płaszczy oraz drewnianych masek, które według tradycyjnych wierzeń mają przegnać zimę. Busók ubrani są w tradycyjne skórzane buty (węg. bocskorok) oraz luźne lniane spodnie koloru białego. Talie mają przewiązane pasami z owczej skóry i wełny, do których przymocowane są krowie dzwonki (jeden lub kilka), a na ramionach mają zawieszone torby z wzorzystej tkaniny przypominającej dywan.
Niegdyś strój busó nosili wyłącznie młodzi, nieżonaci mężczyźni pochodzenia szokackiego, co prawdopodobnie stanowiło element ich wejścia w dorosłość. Współcześnie w przerażające stroje przebierają się wszyscy członkowie społeczności, niezależnie od wieku, płci oraz przynależności etnicznej. Busók towarzyszą kobiety z zasłoniętymi twarzami przebrane w tradycyjne stroje Szokatów.
Zawsze w Tłusty Czwartek, będący pierwszym dniem sześciodniowych uroczystości, organizowany jest kisfarsang – karnawał dzieci ubranych w tradycyjne stroje. Głównym elementem busójárás jest przybycie w niedzielę kilkuset busók Dunajem na łodziach wiosłowych na paradę ulicami miasta, nad którym też w tym okresie symbolicznie przejmują kontrolę. Pod swoje płaszcze oraz w rękawy wtykają wiązki słomy, a maszerując w pochodzie ulicami miasta, hałasują drewnianymi kołatkami i dzwonkami. Paradzie towarzyszą wozy ciągnięte przez konie bądź pojazdy mechaniczne. Wieczorem symbolizująca zimę trumna wrzucana jest do Dunaju. Poniedziałek jest dniem tradycyjnego odwiedzania swoich rodzin i znajomych i wspólnego świętowania, natomiast w ostatni dzień festiwalu odbywa się przemarsz podobny do niedzielnego, którego punktem kulminacyjnym jest spalenie trumny na głównym placu miasta, co stanowi formę symbolicznego pożegnania zimy.
Obchodom święta towarzyszą konkursy dla dzieci oraz wytwórców masek, wystawy i jarmarki masek i innego tradycyjnego rękodzieła, a także chorwacka kuchnia, muzyka i tańce ludowe. Pielęgnacja zwyczajów związanych z busójárás oraz transmisja tej tradycji odbywa się poprzez udział w grupach busók. Dzieci członków grup od najmłodszych lat również uczestniczą w pochodach i są nazywane „małymi busók” (węg. kisbusók).

## Galeria

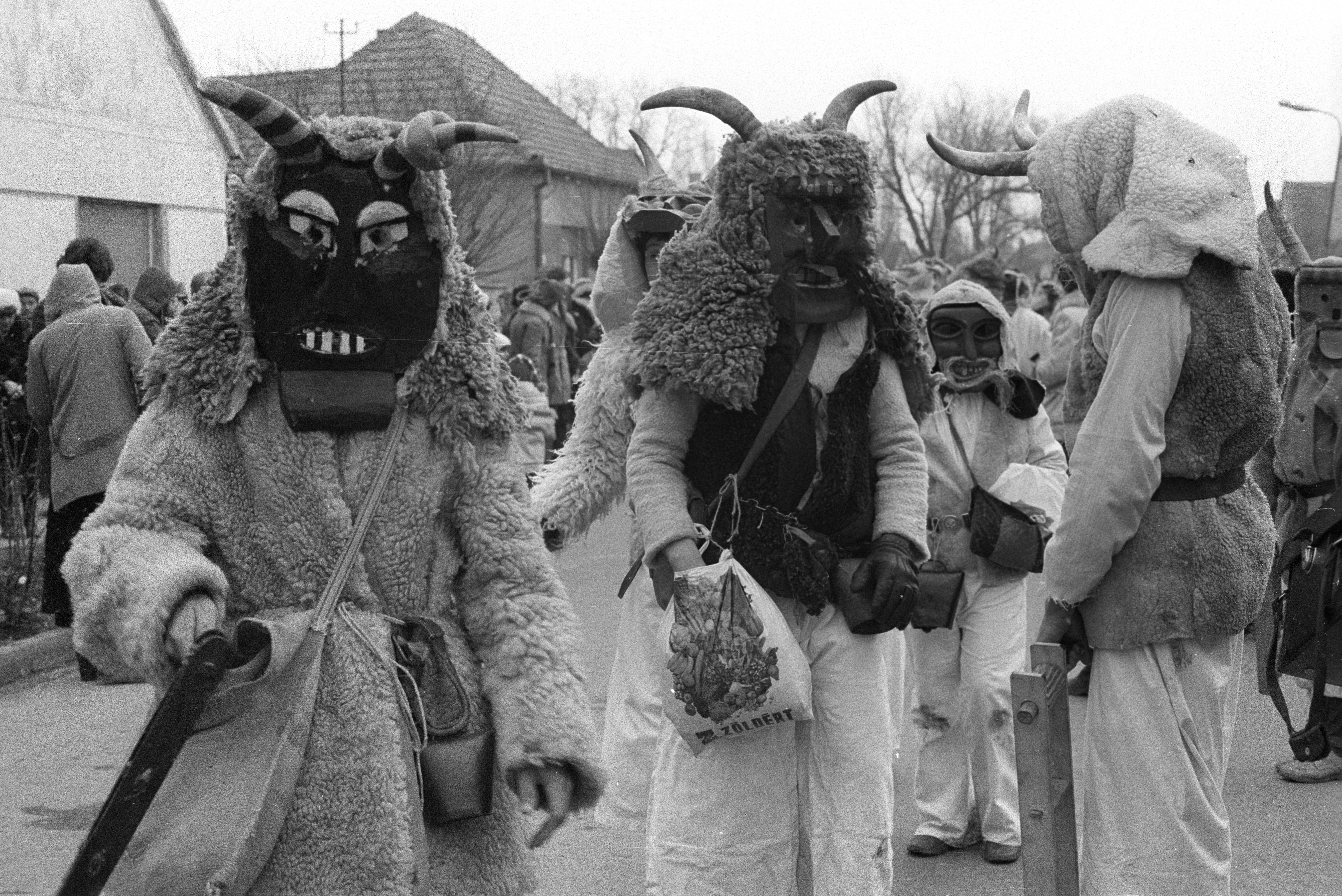
Uczestnicy święta w tradycyjnych maskach (1979)
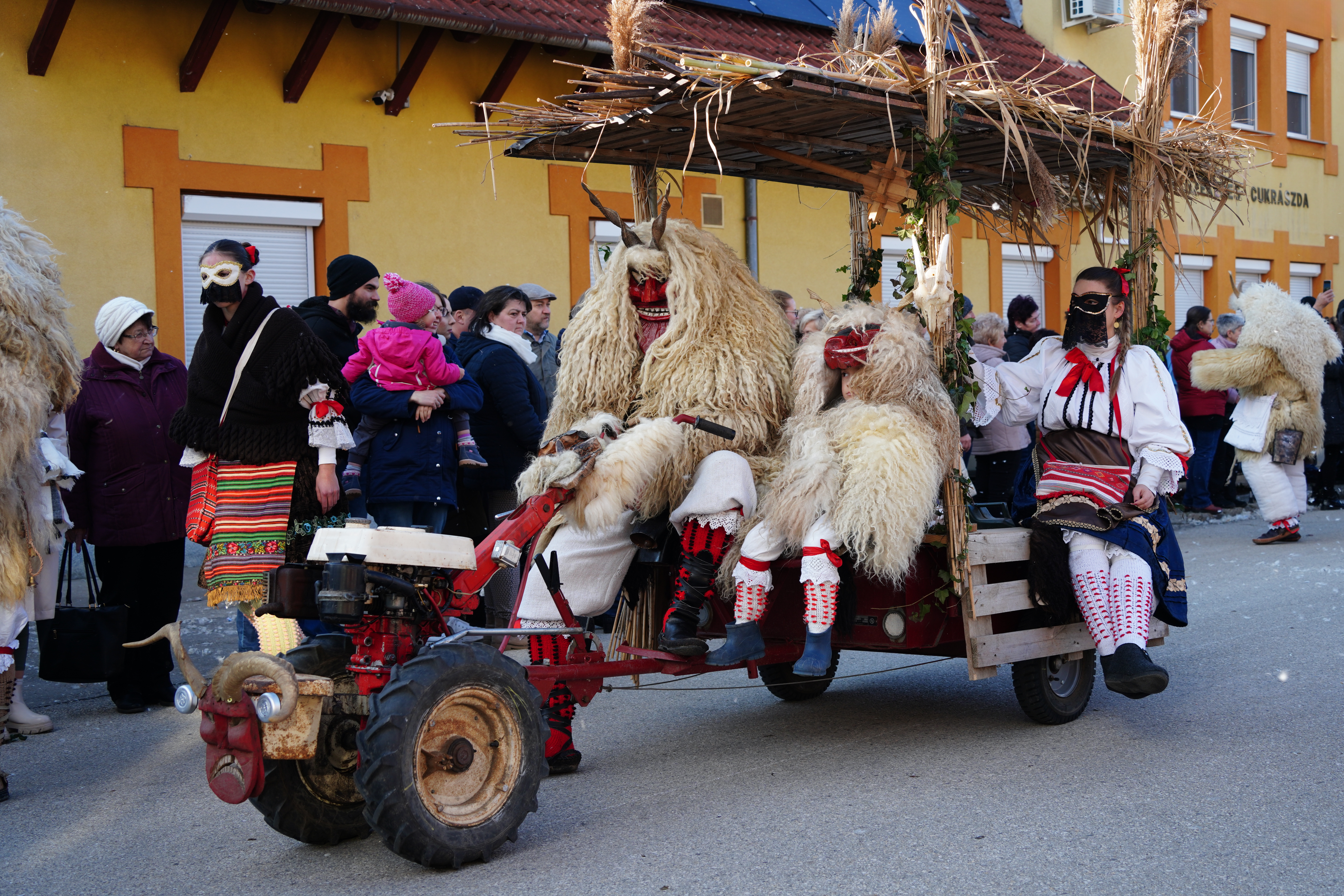
Wóz z uczestnikami święta (2024)
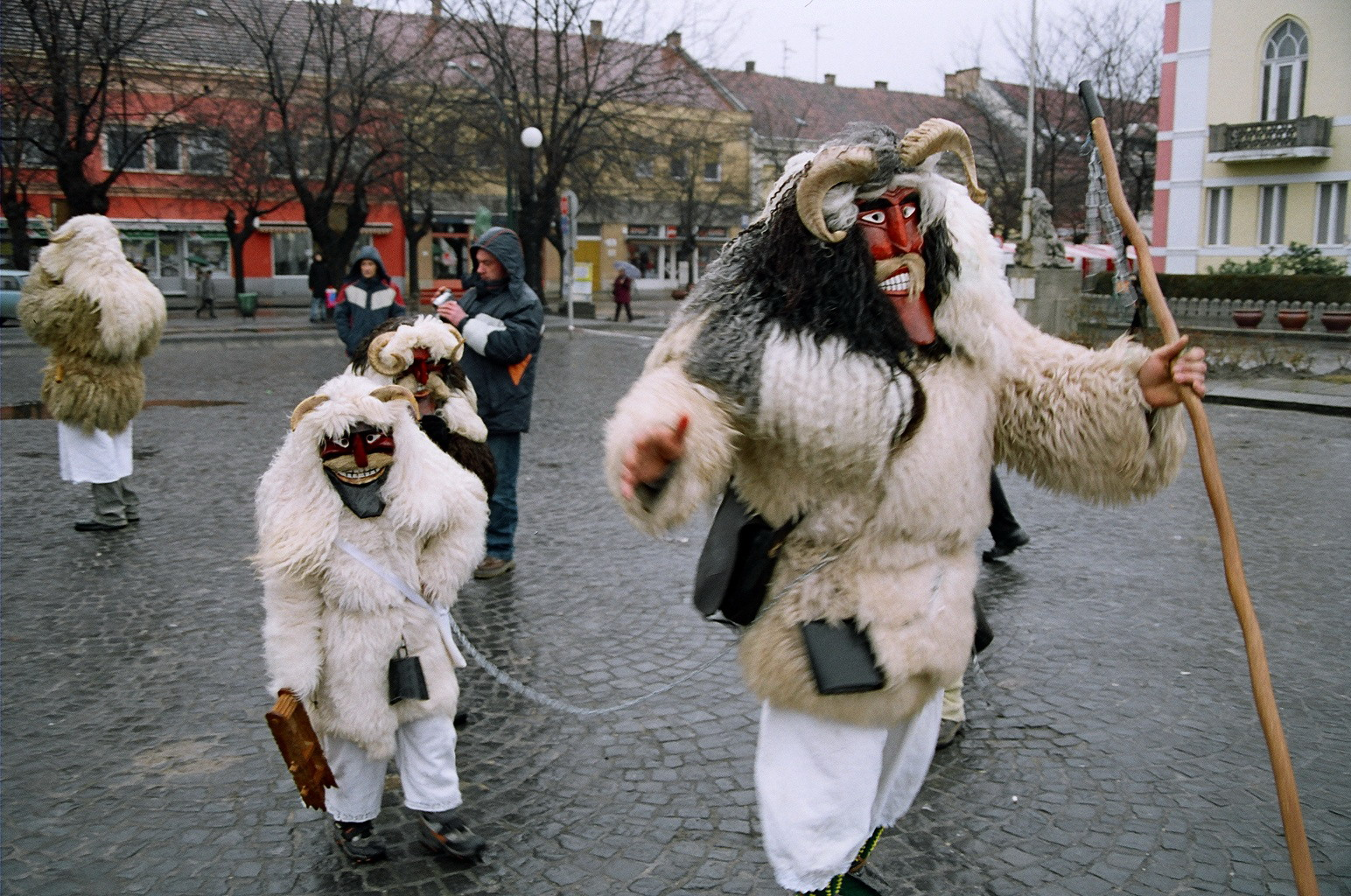
Uczestnicy święta (2006)
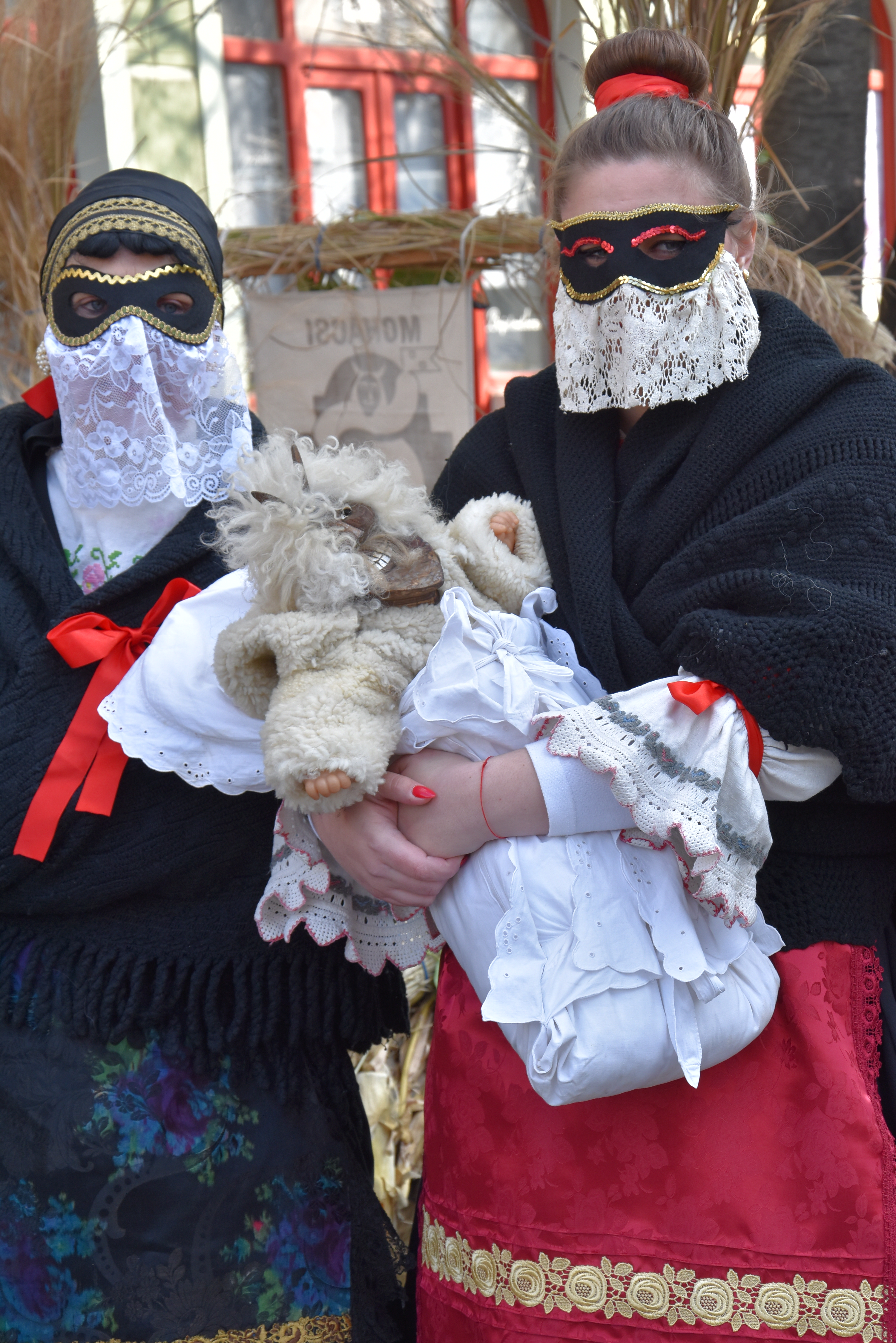
Kobiety w tradycyjnych strojach z kisbusó (2022)
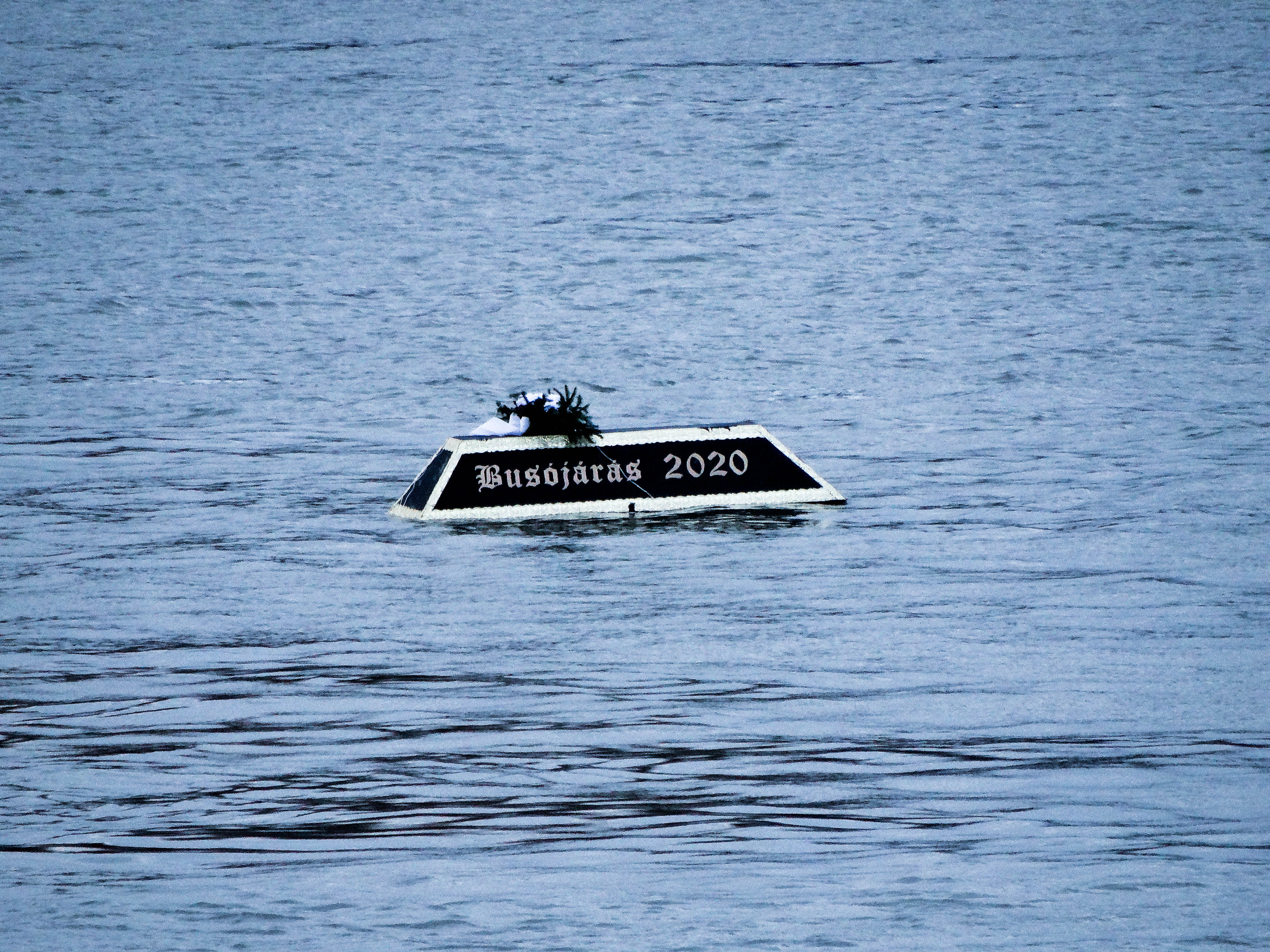
Symbolizująca zimę trumna na Dunaju (2020)
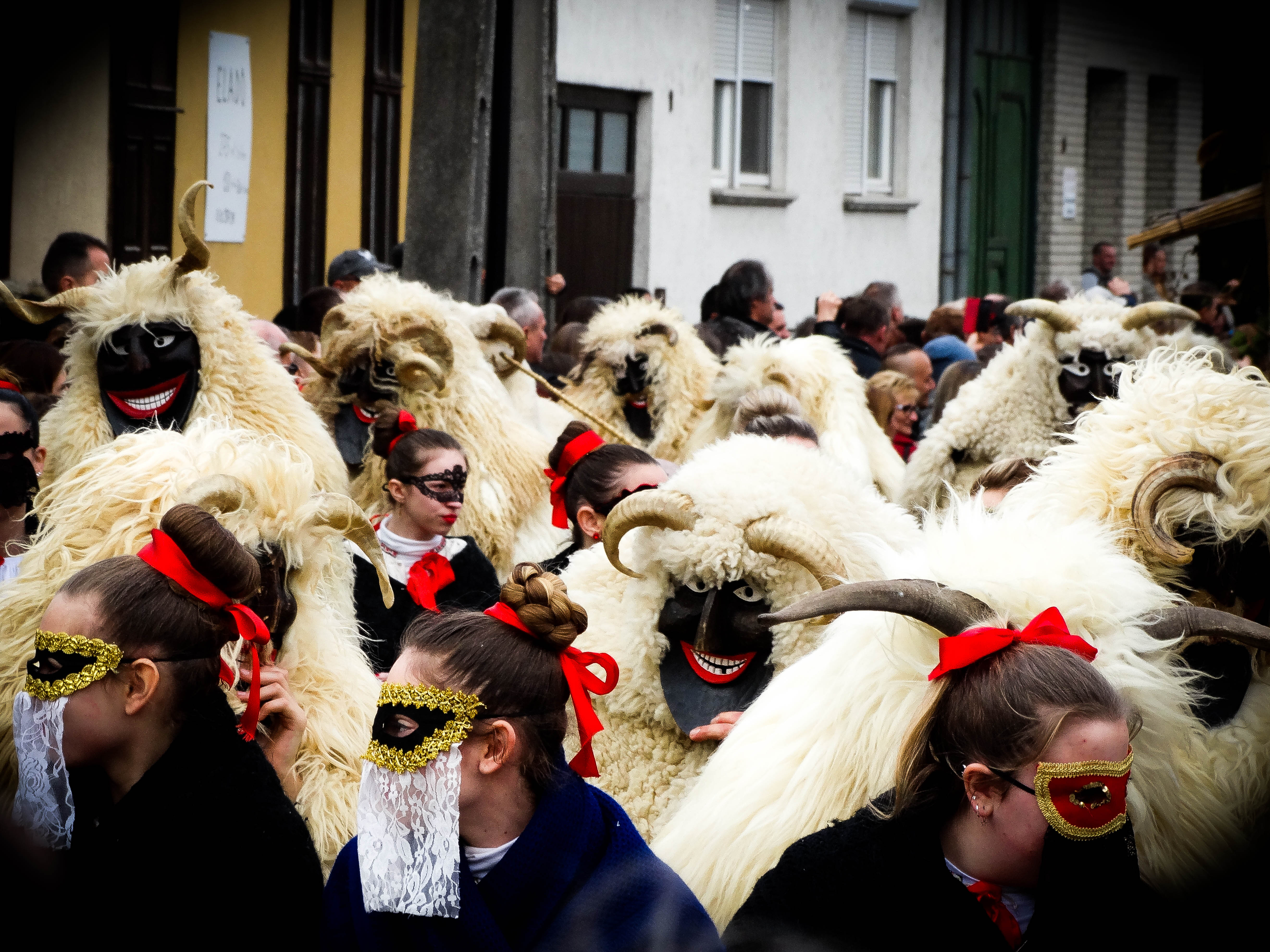
Busók maszerujący ulicami Mohacza (2020)
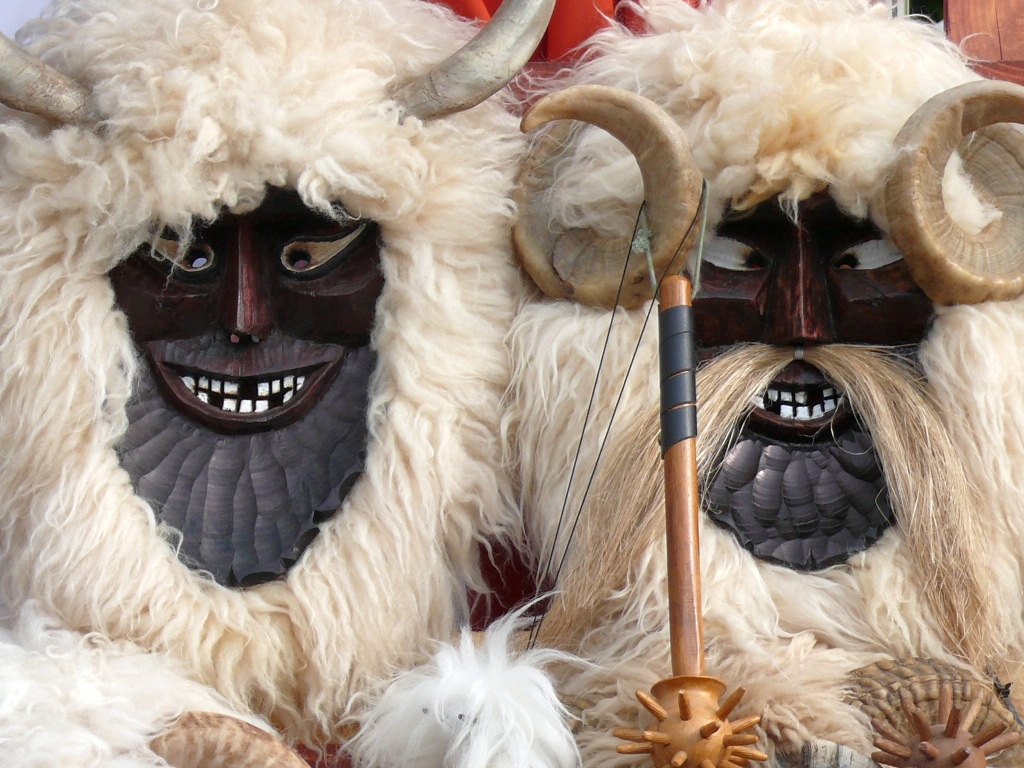
Maski busók (2008)
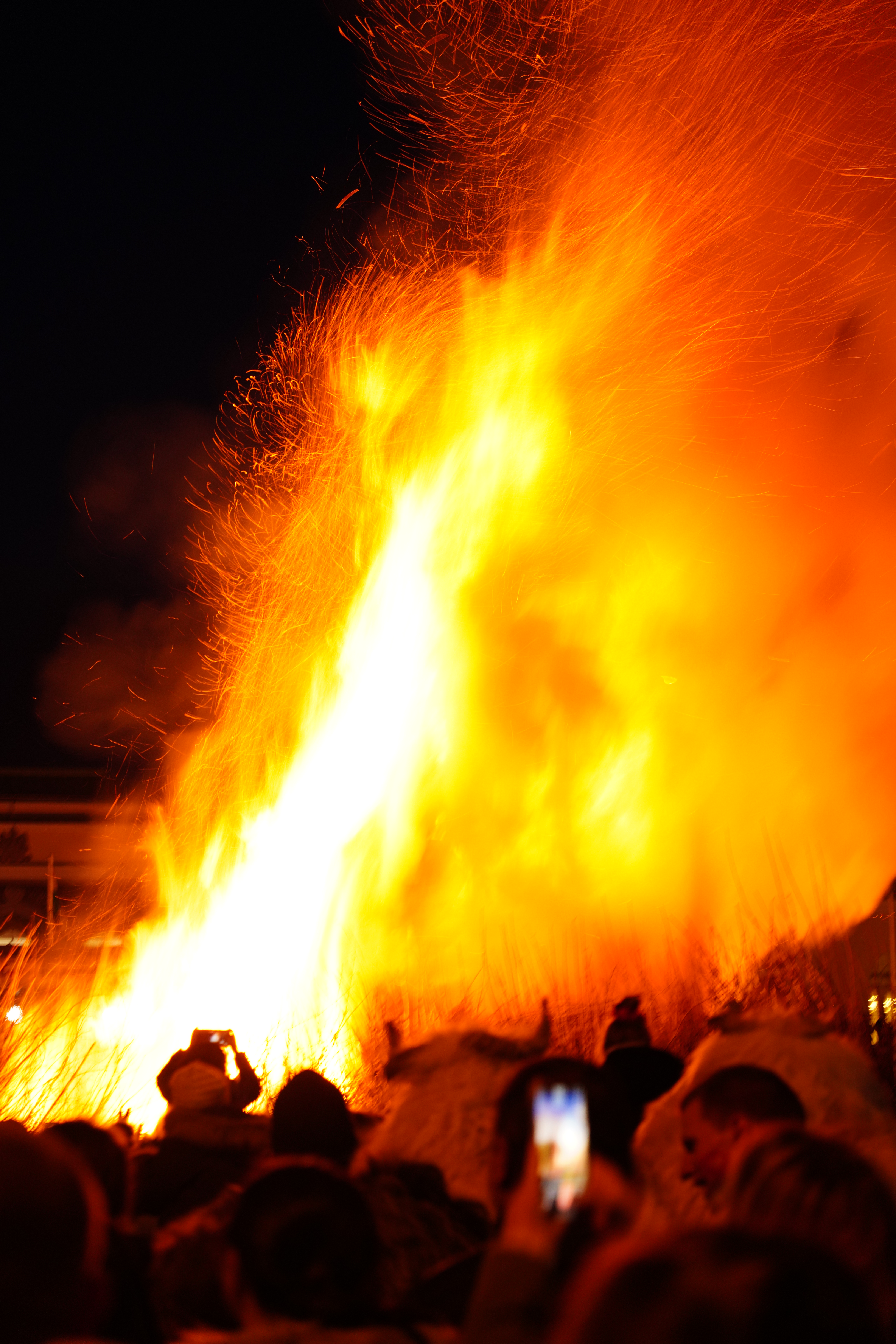
Symboliczne spalenie trumny (2024)